# Hot Club d’Allemagne
Hot Club d’Allemagne ist eine deutsche Jazzband, welche 2002 gegründet wurde.
Die Gypsy-Swing-Formation Hot Club d’Allemagne wurde 2002 in Leipzig von Jazz-Geiger Thomas Prokein und Gitarrist Karl-Heinz Vogel – zusammen mit Klaus Jacob (Gitarre) und Hendrik Bertram (Bass) – ins Leben gerufen. Vorbild war das 1934 von Django Reinhardt und Stéphane Grappelli gegründete Quintette du Hot Club de France. Zunächst lag ein Schwerpunkt in der Interpretation des Repertoires der großen musikalischen Vorbilder des europäischen Gypsy Swing, doch bald wurde diese Tradition weiterentwickelt und mit eigenen Kompositionen, vor allem aus der Feder von Karl-Heinz Vogel, belebt. 
Der Hot Club d’Allemagne trat u. a. mehrfach im Kultur-Café des Mitteldeutschen Rundfunks, bei den Jazztagen Dresden 2008, Empfängen der Stadt Leipzig, repräsentativen Firmenanlässen, beim Leipziger Opernball oder zusammen mit Martin Weiss bei der Hommage à Grappelli, Leipzig 2008, auf. Ein besonderer Höhepunkt war das Konzert im Rahmen der Reihe »Jazz in der Semperoper«, Dresden 2004. Im November desselben Jahres kam Georg Prokein als Bassist neu zur Band. 
In der Schaubühne Lindenfels in Leipzig etabliert der Hot Club d’Allemagne seit 2008 eine eigene kleine Konzertreihe.

## Mitglieder
- Thomas Prokein – Violine
- Karl-Heinz Vogel – Gitarre
- Franziskus Sparsbrod – Gitarre
- Gunter Pasler – Kontrabass

## Werke/Titel (Auswahl)
- Swing de manouche (Karl-Heinz Vogel)
- Swing de flâneur (Karl-Heinz Vogel)
- For José (Karl-Heinz Vogel)
- Lulu Swing (Lulu Reinhardt, Haens’che Weiss)
- Algier (Karl-Heinz Vogel)
- Manoir de mes rêves (Django Reinhardt)
- Deux guitares (Karl-Heinz Vogel)
- Stompin’ at Decca (Django Reinhardt)
- Valse romantique (Karl-Heinz Vogel)
- Romanie (Karl-Heinz Vogel)
- Dorado Swing (Dorado Schmitt)
- Bossa mélancolique (Karl-Heinz Vogel)
- Never be alone (Karl-Heinz Vogel)
- Nuages (Django Reinhardt)
- Space Shuffle (Karl-Heinz Vogel)
- Tornado Swing (Karl-Heinz Vogel)

## Aufnahmen
- CD – »Swing de flâneur«, 2006, querstand
- CD – »Heiß und würzig – Weihnachtliches für Leib und Seele«, 2006, querstand
- CD – »Rendezvous avec Django Reinhardt«, September 2009, querstand